# Szellemi ajándékok
A szellemi vagy spirituális vagy lelki ajándékok vagy adományok vagy másképp karizmák (görög: χάρισμα karizma = ajándék)
a kereszténységben használt kifejezések, amelyek a Szentlélek (Szent Szellem) adományaira vagy rendkívüli erejére utalnak.  Azok a módok, ahogy Isten Lelke (Szelleme) egyes hívőkben a gyülekezet és az emberiség javára működik.
Egyes keresztény felekezetek azt vallják, hogy ezek a szellemi ajándékok csak a korai kereszténységre korlátozódtak, és utána megszűntek, mások szerint a Szentlélek az egész történelem folyamán adományozta őket, míg a karizmatikus kereszténység képviselői azt vallják, hogy ezek a karizmák napjainkban is működnek Isten Szelleme által és a "normális" keresztény élet tartozékai.

## A karizmák
Az Újszövetség a Szentlélek számos ajándékát említi.
Pál apostol korinthosziakhoz írt I. levele alapján  ezek közé sorolják a következőket:
- bölcsesség beszéde,
- tudomány beszéde,
- hit ajándéka,
- a gyógyítás ajándékai,
- a csodatevő erők működése,
- prófétálás,
- a gonosz és tisztátalan szellemek felismerésének, megkülönböztetésének és kiűzésének ajándéka,
- nyelveken szólás,
- nyelvek magyarázata.

A szellemi ajándékok önmagukban nem változtatják meg az ember természetét, sem jellemét. De ha egy embernél megvan egyik vagy másik ajándék, az rendszeresen meg is nyilvánul nála. A karizmatikusok szerint ezek hirtelen megnyilvánulások, amik viszonylag gyorsan végbemennek, aztán már el is tűntek. Egy prófétálás például néhány másodpercig, legfeljebb egy-két percig tart, és azzal vége is. Nincs folyamatosan jelen senki életében sem. A bölcsesség beszédéhez is elég néhány másodperc: a hívő hirtelen rendkívüli kijelentést tesz, ami olyasmire indítja, amiről természetes értelmével nem szerezhetett tudomást.

### Bölcsesség beszéde
A bölcsesség beszéde Isten teljes bölcsességéből egy parányi rész, amely problémákat old meg és egyetértést hoz létre, illetve megnyitja a megszólított személy szívét Isten felé. Eredményeképp ajtók nyílhatnak meg, és szellemi növekedés következhet be.

### Tudomány beszéde
A bölcsesség beszéde gyakran kéz a kézben jár a tudomány beszédével. Ez az ajándék szintén egy parányi rész Isten teljes tudásából. A tudomány beszéde meggyőz, megerősít, illetve felkészíti a hívőt a bekövetkezendő eseményekre. A hívők szerint nagyon gyakran eredményez hitet, hiszen ha az emberek rádöbbennek, hogy ha Isten annyira tökéletesen ismeri őket, akkor meg is tudja oldani a problémájukat vagy meg is tudja gyógyítani őket. Ennek megfelelően gyakran a tudomány beszéde az az eszköz, mely a gyógyuláshoz szükséges hitet működésbe hozza.

### A hit ajándéka
A karizmatikusok alapján a Szentlélek (Szent Szellem) által működő hit ajándéka csodatevő hit. Jézus elmagyarázta a tanítványainak, hogy ha az ember valamit hittel kér, azt meg is fogja kapni. Ha ez a hit emberek szavaival fejeződik ki, az éppolyan erővel bír, mint ha maga Isten szólt volna.

### A gyógyítás ajándékai
A gyógyítás alatt nem valami olyasmit értenek, mint a mai orvostudomány gyógyítása, hanem a természetfeletti (csodatevő) gyógyítást. A gyógyító erő itt nem más, mint a Szentlélek ereje, amely hozzáférhetővé válik a hívő számára. Amikor egy ilyen gyógyításra sor kerül, azt nézetük szerint ajándékként kapja a meggyógyult személy azon keresztül, akinél az ajándék megnyilvánul.

### A csodatevő erők működése
Az Újszövetség alapján Jézus élete és szolgálata mellett csodák, jelek és természetfeletti erőmegnyilvánulások tanúskodtak, majd hozzá hasonlóan ezek az apostoloknál is megnyilvánultak.

### Prófétálás
A prófétálás nem azonos az inspirált prédikálással, és nem is az emberi tudás, képzettség, szemináriumi tanulmányok vagy logika terméke. A többi ajándékhoz hasonlóan ezt is kizárólag a Szentlélek természetfeletti működése teszi lehetővé. 
Isten ígérete alapján a prófétálás mindenhol helyreállításra fog kerülni az egyházban.
Az apostolok cselekedetei könyv alapján: „És ez lesz az utolsó napokban – mondja az Úr –, kiárasztom Lelkemet minden emberre; akkor fiaitok és leányaitok prófétálni fognak, ifjaitok látomásokat látnak, öregjeiteknek pedig álomlátásaik lesznek. Szolgáimra és szolgálóimra kiárasztom Lelkemet azokban a napokban, és prófétálni fognak.” 

### A szellemek felismerésének, megkülönböztetésének és kiűzésének ajándéka
A kereszténység alapján az ember a következő szellemekkel kerülhet kapcsolatba:
- Szent Szellem (Szentlélek),
- jó angyalok,
- bukott angyalok,
- démonok.

Jézus gyakran észlelt gonosz szellemeket betegségekkel összefüggésben.
A karizmatikusok alapján a szellemek megkülönböztetésének ajándéka rendkívüli fontossággal bír Krisztus Testének (az egyház) működése szempontjából. Ennek eredményeképp a hívők felismerhetik a Szentlélek jelenlétét, valamint hogy Isten mit készül cselekedni közöttük. Emellett képes beazonosítani olyan gonosz szellemeket, amelyek betegségeket és egyéb bajokat okoznak.

### Nyelveken szólás
A nyelveken szólás amikor a Lélek indítása szerint az egyén(ek) új, ismeretlen nyelveken kezdenek el beszélni.

### Nyelvek magyarázása
A nyelvek magyarázása olyan Szentlélek adta képesség, amelynek segítségével a hívő az általa ismert nyelven magyarázza meg, illetve szólja a korábban egy ismeretlen nyelven elhangzott üzenetet.